# Stato libero popolare del Württemberg
Lo Stato libero popolare del Württemberg fu uno Stato della Germania al tempo della Repubblica di Weimar, formatosi all'abolizione del Regno del Württemberg nel 1918. Attualmente è parte dello Stato tedesco del Baden-Württemberg.

## Storia

### La rivoluzione del 1918
Allo scoppio della rivoluzione tedesca dopo la fine della prima guerra mondiale, il Regno del Württemberg venne trasformato da monarchia a repubblica democratica senza spargimenti di sangue; i suoi confini e l'amministrazione interna rimasero immutati. Re Guglielmo II del Württemberg abdicò ufficialmente il 30 novembre 1918. A seguito dell'introduzione della nuova Costituzione dettata dalla Repubblica di Weimar nel 1919, il Württemberg venne riconosciuto dalla Germania come un nuovo Stato federale senza che questo turbasse l'animo interno della popolazione, che conobbe tre legislazioni di governo ciascuna di quattro anni senza problemi.
A livello politico i socialdemocratici che avevano retto lo scenario del parlamento dagli albori, iniziarono a perdere i colpi dal 1924 a favore di una nuova compagine conservatrice che sfocerà dal 1933 nel nazismo. Malgrado la crisi finanziaria che investiva un po' tutti gli Stati della Germania di quel tempo, l'economia del Württemberg non ne fu particolarmente provata e la sua capitale, Stoccarda, divenne ben presto il centro regionale della finanza e della cultura.

### 1933-1952
Con la presa di potere del nazismo nel 1933 e la successiva eliminazione di tutte le organizzazioni non naziste, il Württemberg e tutti gli altri stati tedeschi vennero de facto aboliti. Al termine della seconda guerra mondiale il Württemberg venne suddiviso tra la zona di occupazione militare americana e quella francese, dando origine a due stati, il Württemberg-Baden (governato dagli americani) ed il più piccolo Württemberg-Hohenzollern governato dai francesi. Questi due stati, assieme al Baden del Sud vennero uniti nel 1952 a formare il moderno Stato di Baden-Württemberg.
Lo stemma dello Stato libero popolare del Württemberg venne utilizzato anche dalla ditta costruttrice di auto Porsche che si spostò dall'Austria a Stoccarda proprio dopo la fine della seconda guerra mondiale.

## Presidenti dello Stato libero popolare del Württemberg
| Nome                   | Periodo d'incarico | Partito |
| ---------------------- | --- | ------- |
| Wilhelm Blos           | 9 novembre 1918 - 23 giugno 1920                                                                                             | SDP     |
| Johannes von Hieber    | 23 giugno 1920 - 8 aprile 1924                                                                                               | DDP     |
| Eduard Rau (de facto)  | 8 aprile - 3 giugno 1924 | Nessuno |
| Wilhelm Bazille        | 3 giugno 1924 - 8 giugno 1928                                                                                                | DNVP    |
| Eugen Bolz             | 8 giugno 1928 - 15 marzo 1933                                                                                                | Centro  |
| Wilhelm Murr           | Reichkomissar 8 marzo - 15 marzo 1933 Präsidenten 15 marzo - 12 maggio 1933 Reichsstatthalter 5 maggio 1933 - 20 aprile 1945 | NSDAP   |
| Christian Mergenthaler | 12 maggio 1933 - aprile 1945                                                                                                 | NSDAP   |